# Liste von Sehenswürdigkeiten in Kiew
Diese Liste beinhaltet eine Auswahl an Sehenswürdigkeiten der ukrainischen Hauptstadt Kiew.
Sie ist unterteilt in die Sparten: „Museen“, „Profanbauten“, „Sakralbauten“, „Plätze, Straßen und ausgewählte Stadtteile“, „Denkmale“, „Parks und Gartenanlagen“ und „Diverses“.

## Museen
| Sehenswürdigkeit                                                  | Kurzbeschreibung / Lage | Bild mit -Verlinkung |
| ----------------------------------------------------------------- | --- | -------------------- |
| Eine-Straße-Museum                                                | Das Eine-Straße-Museum auf dem Andreassteig in Podil zeigt die Geschichte des Andreassteigs, dessen Gebäude und seine berühmten Bewohner    |                      |
| Hetman-Museum                                                     | Das Hetman-Museum im Haus Masepa ist eine nationale Kultur-, Bildungs- und Forschungseinrichtung im Stadtviertel Podil                      |                      |
| Iwan-Hontschar-Museum                                             | Das Ukrainische Zentrum für Volkskultur ist ein Volkskundemuseum nahe dem Höhlenkloster im Rajon Petschersk                                 |                      |
| Lessja-Ukrajinka-Museum                                           | Dem Leben und Werk der ukrainischen Dichterin Lessja Ukrajinka gewidmetes Museum                                                            |                      |
| Michail-Bulgakow-Museum                                           | Literarische Gedenkstätte zu Ehren des Schriftstellers Michail Bulgakow auf dem Andreassteig                                                |                      |
| Nationales Literaturmuseum der Ukraine                            | Literaturmuseum in einem spätklassizistischen Gebäude auf der Bohdan-Chmelnyzkyj-Straße                                                     |                      |
| Nationales Museum der Geschichte der Ukraine im Zweiten Weltkrieg | Erinnerungsstätte an den Deutsch-Sowjetischen Krieg im südlichen Außenbezirk des Rajon Petschersk                                           |                      |
| Nationales Museum der Naturwissenschaften der Ukraine             | Das 1966 gegründete Museum ist eines der größten naturwissenschaftlichen Museen der Welt. Es liegt auf der Bohdan-Chmelnyzkyj-Straße Nr. 15 |                      |
| Nationales Museum Taras Schewtschenko                             | Museum auf dem Taras-Schewtschenko-Boulevard 12 über den ukrainischen Nationaldichters Taras Schewtschenko und seine Werke                  |                      |
| Nationales Historisches Museum der Ukraine                        | In den Jahren 1937–1939 erbautes Gebäude nahe der Alexanderkirche, in dem 1944 das Museum eröffnet wurde                                    |                      |
| Nationales Kunstmuseum der Ukraine                                | Kunstmuseum im 1899 in einem im neoklassizistischen Stil errichteten Gebäude in der Hruschewskoho-Straße                                    |                      |
| Nationales Tschornobyl-Museum                                     | Der Nuklearkatastrophe von Tschernobyl gewidmetes Museum im Stadtviertel Podil                                                              |                      |
| Nationales Museum der ukrainischen dekorativen Volkskunst         | 1904 eröffnetes Volkskunstmuseum innerhalb des Kiewer Höhlenklosters.                                                                       |                      |
| Museum der westlichen und orientalischen Kunst Kiew               | Das bedeutendste Kunstmuseum der Ukraine in der Tereshchenkovskaya Straße, 15–17                                                            |                      |
| Nationalmuseum Kiewer Kunstgalerie                                | 1922 gegründetes Kunstmuseum. Hieß bis 2017 Nationales Museum der russischen Kunst                                                          |                      |
| Museum für Volksarchitektur und Brauchtum der Ukraine             | Auch Pirogow-Freilichtmuseum genannt, ist ein Freilichtmuseum im südwestlichen Rajon Holosijiw                                              |                      |
| Staatliches Luftfahrtmuseum der Ukraine                           | 2003 gegründetes Freilichtmuseum mit ca. 70 ausgestellten Flugzeugen                                                                        |                      |
| Zentralna Rada                                                    | Die Zentralna Rada oder „Haus der Lehrer“ beherbergt heute das Pädagogische Museum und das Museum der Ukrainischen Volksrepublik            |                      |

## Profanbauten
| Sehenswürdigkeit                                       | Kurzbeschreibung / Lage | Bild mit -Verlinkung |
| ------------------------------------------------------ | --- | -------------------- |
| Appartementhaus Lutherstraße 6                         | 1905 im Eklektizismus errichtetes Gebäude nahe dem Chreschtschatyk, auch Borgia-Palast genannt |                      |
| Arsenalwerk                                            | Es ist eine der ältesten (1764) und berühmtesten Fabriken der Stadt |                      |
| Expocenter der Ukraine                                 | Auf dem in den 1950er Jahren erbauten Messegelände findet man zahlreiche Baudenkmäler im Zuckerbäckerstil sowie ausgedehnte Parkanlagen.                                                                                               |                      |
| Fernsehturm Kiew                                       | Der 385 Meter hohe Fernsehturm ist einer der höchsten Stahlfachwerkkonstruktion der Welt |                      |
| Kiewer Festung                                         | Ehemalige Festungsanlage und Gefängnis, heute Museum und Gedenkstätte. |                      |
| Gebäude des Kiewer Stadtrates                          | Das unter Denkmalschutz stehende Gebäude wurde in den 1950er Jahren im Stil des sozialistischen Klassizismus auf dem Chreschtschatyk Nr. 36 errichtet und beherbergt den Stadtrat Kiews.                                               |                      |
| Gebäude des ukrainischen Außenministeriums             | Der Monumentalbau ist ein Architekturdenkmal im Stil des sozialistischen Klassizismus und steht in Nachbarschaft zum St.-Michaelkloster am Michaelplatz                                                                                |                      |
| Goldenes Tor                                           | Historisches, befestigtes Stadttor im Zentrum |                      |
| Hotel Saljut                                           | Die viel Aufmerksamkeit erregende Formensprache des zylinderförmigen, futuristisch anmutenden Hotels macht es zu einem Wahrzeichen des modernen Kiew                                                                                   |                      |
| Kiewer Hauptpostamt                                    | Gebäude im Stil des sozialistischen Klassizismus und Postmuseum am Majdan |                      |
| Kiewer Schiffsanleger                                  | Der denkmalgeschützte Flusshafen ist Ausgangspunkt für Ausflugsfahrten auf dem Dnepr und Anleger für Kreuzfahrtschiffe. |                      |
| Haus der Gewerkschaften der Ukraine                    | Gebäude am Majdan, (während des Euromaidan ausgebrannt) |                      |
| Haus der weinenden Witwe                               | 1907 errichtetes Jugendstilgebäude, heute eine Residenz des ukrainischen Präsidenten auf der Lutherischen Straße 23 |                      |
| Haus mit den Chimären                                  | Anfang des 20. Jahrhunderts wurde das Gebäude von Horodecki, der auch als Gaudi von Kiew bekannt ist, im Jugendstil erbaut. |                      |
| Haus mit Katzen                                        | 1909 im Jugendstil errichtetes, denkmalgeschütztes Herrenhaus |                      |
| Hostynyj Dwir                                          | klassizistisches Handelshaus am Kontraktowa-Platz |                      |
| Hotel Ukrajina                                         | 66 Meter hoher Hotelbau im Stil des sozialistischen Klassizismus oberhalb des Majdan |                      |
| Iskul-Hildenbrand-Haus                                 | 1901 in pseudogotischen Stil erbaute Villa neben dem Schokoladenhaus |                      |
| Klow-Palast                                            | 1756 errichteter Palast im Stil des ukrainischen Barocks und heutiger Sitz des Obersten Gerichtshofs der Ukraine |                      |
| Kontrakthaus                                           | 1815–17 erbautes, klassizistischen Haus am Kontraktowa-Platz |                      |
| Marienpalast                                           | Barocker Palast auf dem hohen rechten Dnepr-Ufer. Der Palast dient heute als die offizielle zeremonielle Residenz des Präsidenten der Ukraine und liegt in unmittelbarer Nachbarschaft zur Werchowna Rada, dem ukrainischen Parlament. |                      |
| Nationale Musikakademie der Ukraine Peter Tschaikowski | erbaut 1890, bekannteste musikalische Ausbildungsstätte der Ukraine am Majdan |                      |
| Nationale Philharmonie der Ukraine                     | Am Europäischen Platz im Chreschtschatyk-Park |                      |
| Nationales Iwan-Franko-Schauspielhaus                  | Im späten 19. Jahrhundert im neogriechischen Stil errichtetes Theatergebäude am Iwan-Franko-Platz |                      |
| Oktober-Palast                                         | klassizistischer Theaterbau und Bibliothek aus dem Jahr 1842 nahe dem Majdan |                      |
| Palast Ukrajina                                        | 1970 errichtete Konzerthalle und einer der wichtigsten Veranstaltungsorte für politische, kulturelle und internationale Veranstaltungen in der Tscherwonoarmijska-Straße.                                                              |                      |
| Präsidialamt der Ukraine                               | Sitz der Präsidentenbehörde gegenüber dem Haus mit den Chimären |                      |
| Regierungsgebäude der Ukraine                          | Sitz des Ministerkabinetts im Stil des sozialistischen Klassizismus |                      |
| Schloss Richard Löwenherz                              | Anfang des 20. Jahrhunderts im pseudogotischen Stil erbautes, legendenreiches Haus auf dem Andreassteig |                      |
| Schokoladenhaus                                        | 1899 erbautes Herrenhaus und Museum im Stil des Historismus |                      |
| Taras-Schewtschenko-Opernhaus                          | Anfang des 20. Jahrhunderts im Stil des Rationalismus, des Barock und der Neoromanik errichtetes Opernhaus |                      |
| Ukrainisches Haus                                      | Größtes Kulturzentrum der Ukraine am Europäischen Platz |                      |
| Villa Liebermann                                       | Eine 1879 im Stil des Eklektizismus errichtete Villa auf der Wulyzja Bankowa, heute Sitz des Nationalen Schriftstellerverbandes der Ukraine                                                                                            |                      |
| Werchowna Rada                                         | Parlamentsgebäude der Ukraine |                      |
| Wohnhaus Chreschtschatyk 25                            | Hochhaus im Zuckerbäckerstil auf dem Chreschtschatyk |                      |
| Zentralkaufhaus „ZUM“                                  | Kaufhausbau im Stil des Konstruktivismus auf dem Chreschtschatyk |                      |

## Sakralbauten
| Sehenswürdigkeit | Kurzbeschreibung / Lage                                               | Bild mit -Verlinkung |
| ---------------- | --------------------------------------------------------------------- | -------------------- |
| Brodsky-Synagoge | 1897–1898 erbaute Synagoge südlich des Bessarabskaia-Platz            |                      |
| Halyzka-Synagoge | Synagoge im Stadtbezirk Holossijiw in der Schyljanska-Straße.         |                      |
| Kenesa           | In den Jahren 1898–1902 erbaute Synagoge an der Jaroslawiw Wal-Straße |                      |
| Podil-Synagoge   | 1895 erbaute Synagoge im Stadtteil Podil                              |                      |

## Plätze, Straßen und ausgewählte Stadtteile
| Sehenswürdigkeit              | Kurzbeschreibung / Lage | Bild mit -Verlinkungg |
| ----------------------------- | --- | --------------------- |
| Andreassteig                  | Straße mit zahlreichen alten Gebäuden und Künstlerszene |                       |
| Bessarabska-Platz             | Platz am Ende des Chreschtschatyk mit Bessarabska-Markthalle |                       |
| Bohdan-Chmelnyzkyj-Straße     | Innerstädtische Straße mit vielen sehenswerten Gebäuden und Museen |                       |
| Chreschtschatyk               | Hauptstadt-Boulevard im Zentrum Kiews |                       |
| Europäischer Platz            | Platz am Beginn des Chreschtschatyk |                       |
| Kontraktowa-Platz             | Einer der ältesten Plätze der Stadt mit zahlreichen Baudenkmälern und Kultureinrichtungen in Podil                                                                                                |                       |
| Majdan Nesaleschnosti         | Der Majdan ist der Hauptplatz und Mittelpunkt der Stadt mit zahlreichen Sehenswürdigkeiten |                       |
| Michaelplatz                  | Der Michaelplatz liegt auf dem Alt-Kiewer Berg. An und auf ihm liegt das St-Michaelskloster, das Gebäude des Außenministeriums, das Kiewer Holodomor-Denkmal und das Denkmal der Prinzessin Olga. |                       |
| „Passage“                     | Straßenzug im Jugendstil mit Neoklassistischen Elementen am Chreschtschatyk Nr. 15 |                       |
| Podil                         | Alter Stadtbezirk mit vielen historischen Bauten aus dem Zeitraum 12. bis 19. Jahrhundert |                       |
| Postplatz                     | Historischer Platz am Dneprufer in Podil |                       |
| Siegesplatz (Kiew)            | Platz zwischen Taras-Schewtschenko-Boulevard und Siegesprospekt mit dem Nationalzirkus der Ukraine, und dem 43 m hohen Obelisk zu Ehren der Stadt Kiew.                                           |                       |
| Sophienplatz                  | Der Sophienplatz liegt im Zentrum der Stadt an der Wolodymyrska-Straße. Am Platz liegt die Sophienkathedrale und das Bohdan-Chmelnyzkyj-Denkmal.                                                  |                       |
| Taras-Schewtschenko-Boulevard | Boulevard zwischen Siegesplatz und Bessarabska-Platz |                       |
| Wolodymyrska-Straße           | Straße mit zahlreichen Baudenkmälern, Museen und Sehenswürdigkeiten im Zentrum Kiews |                       |

## Denkmäler
| Sehenswürdigkeit                       | Kurzbeschreibung / Lage | Bild mit -Verlinkung |
| -------------------------------------- | --- | -------------------- |
| Bohdan-Chmelnyzkyj-Denkmal             | 1888 erbautes Reiterdenkmal für den Hetman Bohdan Chmelnyzkyj auf dem Sophienplatz |                      |
| Brunnen der Stadtgründer               | 2002 erbauter Springbrunnen auf dem Majdan Nesaleschnosti |                      |
| Denkmal der Fürstin Olga               | Denkmal auf dem Michaelplatz für Olga von Kiew, den Apostel Andreas, sowie Kyrill und Method |                      |
| Freiheitsbogen des ukrainischen Volkes | 1982 erbaut als Denkmal der Völkerfreundschaft, im Chreschtschatyk-Park zwischen Philharmonie und dem Dnepr                                                                                       |                      |
| Denkmal für die Kiewer Stadtgründer    | 1982 erbautes Denkmal der Stadtgründer Kyj, Schtschek, Choryw und Lybid am Dnepr unterhalb der Mutter Ukraine.                                                                                    |                      |
| Denkmal für das Magdeburger Recht      | Das klassizistische Denkmal von 1808 gilt als ältestes Denkmal der Stadt und liegt am Ufer des Dnepr in Podil                                                                                     |                      |
| Denkmal für Jaroslaw den Weisen        | Das Bronzedenkmal wurde 1997 in Nachbarschaft zum Goldenen Tor errichtet und zeigt den Großfürsten Jaroslaw den Weisen mit einem Modell der ursprünglichen Sophienkathedrale, die er erbauen ließ |                      |
| Kosak-Mamaj-Denkmal                    | 2001 errichtete Skulptur für den Kosaken Mamaj auf dem Majdan |                      |
| Lenindenkmal                           | Vom Denkmal auf dem Taras Schewtschenko-Boulevard, Ecke Bessarabska-Platz existiert nur noch der Sockel, da es am 8. Dezember 2013 von Demonstranten zerstört wurde                               |                      |
| Ljadski-Tor                            | Denkmal auf dem Maidan. Das Tor erinnert an das Stadttor, das hier stand. Gekrönt ist das Tor von einer Skulptur des Erzengel Michael                                                             |                      |
| Mutter Ukraine                         | 62 Meter hohe Kolossalstatue |                      |
| Sahaidatschnyj-Denkmal                 | Reiterdenkmal auf dem Kontraktowa-Platz in Podil |                      |
| Samsonbrunnen                          | Brunnen in Podil am Kontraktowa-Platz |                      |
| Taras-Schewtschenko-Denkmal            | Denkmal zu Ehren des Nationaldichters Taras Schewtschenko vor der Taras Schewtschenko-Universität                                                                                                 |                      |
| Denkmal für Wladimir den Heiligen      | 20,4 Meter hohes, 1853 in neobyzantinischen Stil erbautes Denkmal zum Gedenken an Wladimir I. im Wladimir-Park oberhalb des Dneprs.                                                               |                      |
| Unabhängigkeitsdenkmal der Ukraine     | 63 Meter hohe Siegessäule auf dem Majdan |                      |

Das 1913 errichtete Pjotr-Stolypin-Denkmal wurde 1917 wieder entfernt.

## Parks und Gartenanlagen
| Sehenswürdigkeit                   | Kurzbeschreibung / Lage | Bild mit -Verlinkung |
| ---------------------------------- | --- | -------------------- |
| Baikowe-Friedhof                   | Über 72 Hektar großer, 180 Jahre alter, berühmter Friedhof im Rajon Holosijiw                                                                                                |                      |
| Botanischer Garten Kiew            | 22,7 Hektar großer Botanischer Garten mit rund 10.000 Pflanzenarten, darunter auch 143 in der Roten Liste eingetragene                                                       |                      |
| Chreschtschatyj-Park               | Park am Europäischen Platz und dem Freiheitsbogen des ukrainischen Volkes, mit Marionettentheater und Wassermuseum                                                           |                      |
| Hidropark                          | Ein auf zwei Dneprinseln gelegener Park mit zahlreichen Stränden, Restaurants und Freizeitmöglichkeiten                                                                      |                      |
| Nationaler Botanischer Garten Kiew | Der Nationale Botanische Garten hat eine Fläche von 117 Hektar und besitzt etwa 13.000 verschiedene Gewächse aus aller Welt,                                                 |                      |
| Schewtschenko-Park                 | Park mit Schewschenko-Denkmal am Taras-Schewtschenko-Boulevard und der Nationalen Taras-Schewtschenko-Universität                                                            |                      |
| Truchaniw-Insel                    | Die 450 Hektar große Dneprinsel ist ein Naherholungsgebiet mit zahlreichen Cafés, Bars, Restaurants und andere Freizeiteinrichtungen sowie den saubersten Stränden der Stadt |                      |
| Zoo Kiew                           | Der Kiewer Zoo am Peremohy-Prospekt beherbergt auf einer Fläche von 34 Hektar über 3000 Tiere von nahezu 400 Arten                                                           |                      |

## Diverses
| Sehenswürdigkeit | Kurzbeschreibung / Lage | Bild mit -Verlinkung |
| ---------------- | --- | -------------------- |
| Babyn Jar        | Babyn Jar liegt nordwestlich der Kiewer City. Ein Mahnmal in Form einer Menora und zwei weitere Denkmale erinnern dort heute an die größte einzelne Mordaktion an der jüdischen Bevölkerung. |                      |